# Haining Open
De Haining Open was een non-ranking snookertoernooi van 2014 tot 2019 in Haining, China. Het toernooi werd gewoonlijk gehouden in de tweede helft van oktober. De eerste winnaar was Stuart Bingham.

## Erelijst
| Seizoen                      | Winnaar                      | Verliezend finalist          | Score                        |                              |
| Haining Open (minor-ranking) | Haining Open (minor-ranking) | Haining Open (minor-ranking) | Haining Open (minor-ranking) | Haining Open (minor-ranking) |
| ---------------------------- | ---------------------------- | ---------------------------- | ---------------------------- | ---------------------------- |
| 2014/15                      | Stuart Bingham               | Oliver Lines                 | 4-0                          |                              |
| 2015/16                      | Ding Junhui                  | Ricky Walden                 | 4-3                          |                              |
| Haining Open (non-ranking)   |                              |                              |                              |                              |
| 2016/17                      | Matthew Selt                 | Li Hang                      | 5-3                          |                              |
| 2017/18                      | Mark Selby                   | Tom Ford                     | 5-1                          |                              |
| 2018/19                      | Mark Selby                   | Li Hang                      | 5-4                          |                              |
| 2019/20                      | Thepchaiya Un-Nooh           | Li Hang                      | 5-3                          |                              |